# Barichneumon gemellus
Barichneumon gemellus är en stekelart som först beskrevs av Johann Ludwig Christian Gravenhorst 1829.  Barichneumon gemellus ingår i släktet Barichneumon och familjen brokparasitsteklar. Arten är reproducerande i Sverige. Utöver nominatformen finns också underarten B. g. rufipes.